# Elektryczne Gitary
Elektryczne Gitary este o trupă de muzică rock poloneză formată în 1989, de către Rafał Kwaśniewski, Piotr Łojek și Kuba Sienkiewicz.

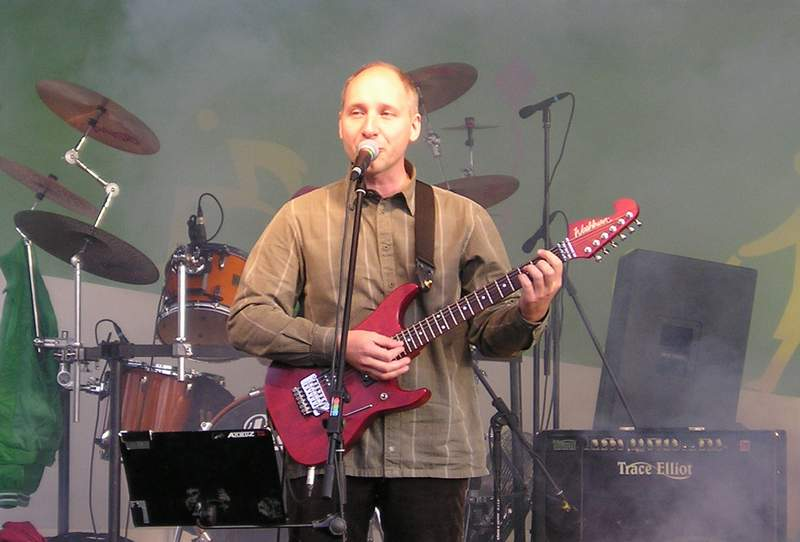
Solistul trupei, Jakub Sienkiewicz în 2005

## Componență

### Membri actuali
- Kuba Sienkiewicz (1990 - prezent) – chitară electrică, voce
- Piotr Łojek (1990 - prezent) – clape, chitară
- Tomasz Grochowalski (1990 - prezent) – chitară bas
- Aleksander Korecki (1995 - prezent) – saxofon, flaut
- Leon Paduch (1997 - prezent) – baterie
- Jacek Wąsowski (2008 - prezent) – chitară lead

### Foști membri
- Rafał Kwaśniewski (1990 - 1992) – chitară lead
- Marek Kanclerz (1990 - 1991) – baterie
- Robert Wrona (1991 - 1994) – baterie
- Jarosław Kopeć (1994 - 1997) – baterie

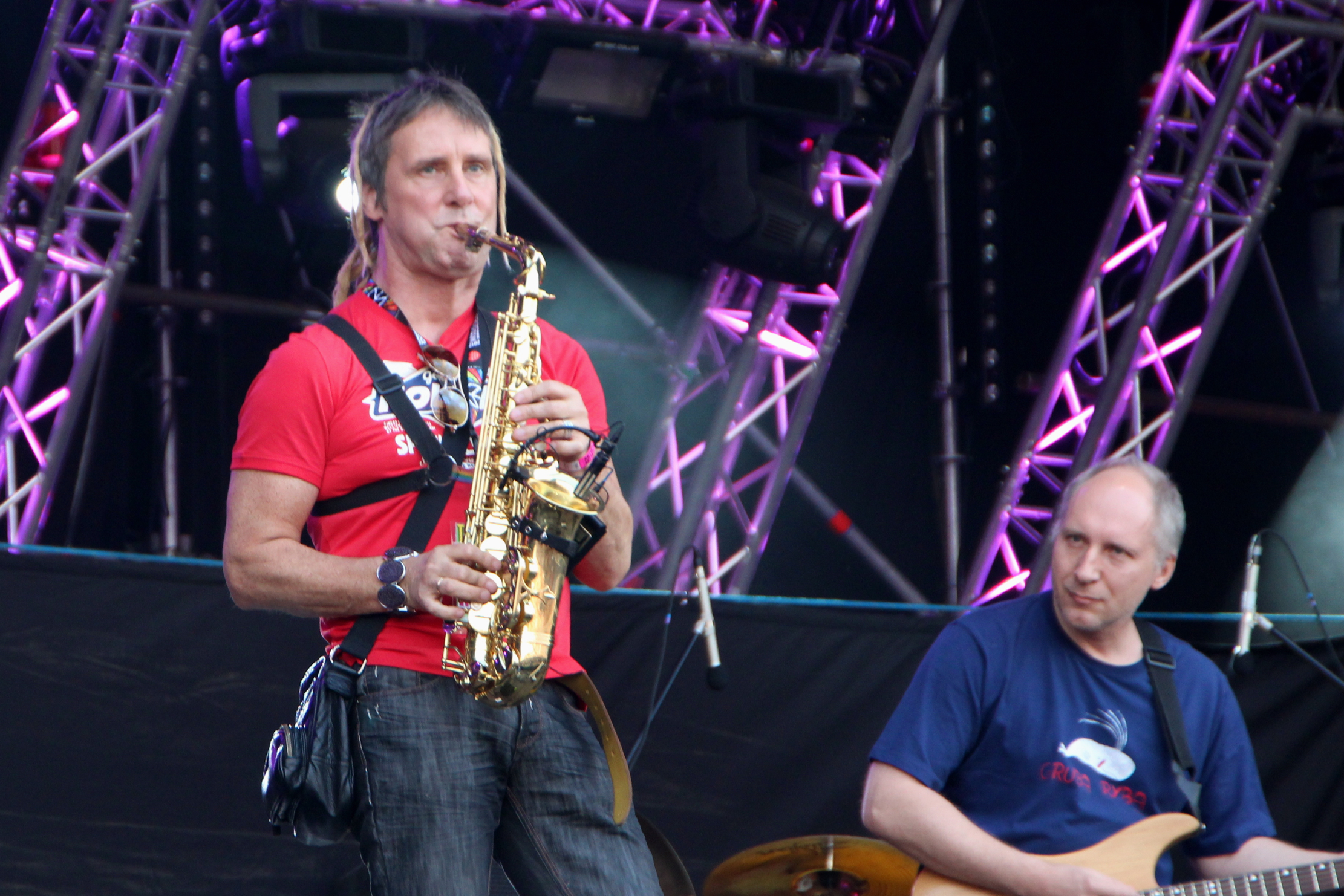
Jakub Sienkiewicz și Aleksander Korecki la festivalul Przystanek Woodstock în 2012

## Discografie

### Albume de studio
| Wielka radość                | - Data: 1992 - Label: Zic Zac                              | –  | - POL: 2 x discul de platină |
| A ty co                      | - Data: 1993 - Label: Zic Zac                              | –  | - POL: discul de platină     |
| Huśtawki                     | - Data: 1995 - Label: Zic Zac                              | –  | - POL: discul de aur         |
| Na krzywy ryj                | - Data: 23 martie 1997 - Label: PolyGram Polska            | –  | - POL: discul de platină     |
| Słodka maska                 | - Data: 28 septembrie 2000 - Label: Universal Music Polska | 30 |                              |
| Atomistyka                   | - Data: 25 septembrie 2006 - Label: Warner Music Poland    | 24 |                              |
| Historia                     | - Data: 2 noiembrie 2010 - Label: EMI Music Poland         | 49 |                              |
| Nic mnie nie rusza           | - Data: 20 marca 2012 - Label: EMI Music Poland            | 37 |                              |
| „—” albumul nu a fost notat. |                                                            |    |                              |

### Muzică
Melodii:
- 1991 — «Jestem z miasta » / «Włosy» (Wielka radość)
- 1992 — «Koniec» (Wielka radość)
- 1993 — «Dzieci » (A ty co)
- 1993 — «Dylematy» (A ty co)
- 1994 — «Serce jak pies» / «Marymoncki Dżon» (Huśtawki)
- 1996 — «Jestem o(d)padem atomowym» / «Idę do pracy» / «Jestem z miasta» (Chałtury)
- 1997 — «Co ty tutaj robisz» (Na krzywy ryj)
- 1997 — «Na krzywy ryj» (Na krzywy ryj)
- 1997 — «Ja jestem nowy rok» / Goń swego pawia (Na krzywy ryj)
- 1997 — «Kiler» (Kiler)
- 1998 — «Co powie Ryba» (Kiler-ów 2-óch)
- 1999 — «Nie jestem sobą» (Kiler-ów 2-óch)
- 1999 — «Ja mam szczęście» (Kiler-ów 2-óch)
- 1999 — «Zostań tu»
- 2000 — «Nowa gwiazda» (Słodka maska)
- 2000 — «Napady» (Słodka maska)
- 2001 — «Słodka laska — biała śmierć» (Słodka maska)
- 2002 — «Doktor Dyzma» (Kariera Nikosia Dyzmy)
- 2005 — «O słoneczku» (în cadrul acției Czerniak — Stop)
- 2006 — «Nie urosnę» (Atomistyka)
- 2006 — «Czasy średnie» (Atomistyka)
- 2006 — «Kiedy mówisz człowiek» (Atomistyka)
- 2009 — «Dwudziestolatka» (Historia)
- 2009 — «Ucieczka 5:55» (Historia)
- 2010 — «Był NZS» (Historia)
- 2010 — «Dywizjon 303» (Historia)